# Conclusão presidencial
Nos Estados Unidos, uma conclusão presidencial,  mais formalmente conhecida como Memorando de Notificação (MON), é uma diretriz presidencial exigida por lei a ser entregue a certos comitês do Congresso para justificar  operações secretas, por exemplo, tal como a Agência Central de Inteligência (CIA).

## História
O uso "conclusão presidencial" deriva da chamada Emenda Hughes-Ryan à Lei de Assistência Externa de 1974, que proibia o gasto de fundos apropriados por ou em nome da CIA para atividades de inteligência "a menos e até que o Presidente resolva que cada operação é importante para a segurança nacional dos Estados Unidos e reporta, em tempo útil, uma descrição e objetivo de tal operação aos comitês apropriados do Congresso" (seção 662). A finalidade era garantir que a responsabilidade clara por tais ações fosse atribuída ao Presidente e que o Congresso fosse sempre informado de tais atividades. Devido à sensibilidade do seu conteúdo, tais ordens são quase sempre confidenciais.
A mudança mais recente nas diretrizes sobre descobertas ocorreu na Lei de Autorização de Inteligência de 1991, que introduziu maior flexibilidade na exigência de relatórios: as descobertas devem ser "relatadas aos comitês de inteligência o mais rápido possível" após serem aprovadas "e antes do início da a ação secreta autorizada pela descoberta." Assim, as conclusões presidenciais são um dos principais meios através dos quais os comitês de inteligência exercem a sua supervisão das operações de inteligência do governo. No entanto, a Lei de Autorização de Inteligência permite que o Presidente prossiga sem notificar o Congresso se o notificar posteriormente "em tempo necessário".